# Odilon Mortier
Odilon Marcel Mortier (Aalst, 21 februari 1931 – aldaar, 12 augustus 2012) was een Belgische acteur, dirigent, moppentapper en carnavalsfiguur.

## Biografie
Mortier is vooral bekend geworden door de rol van Odilon Bonheur die hij vanaf 1991 tot kort voor zijn dood vertolkte in de komische VTM-reeks De Kotmadam. Daarnaast was hij ook een van de vaste gasten in het moppenprogramma HT&D op dezelfde televisiezender.
Hij schreef verschillende liedjesteksten en had een hit in Aalst met de single Mèn ieneg Oilsjt, geschreven in 1970. Tot vandaag blijft de single in de top drie van meest gewaardeerde en meest uitgevoerde carnavalshits. Het emotionele nummer, dat helemaal niet als carnavalshit bedoeld was, wordt eveneens uitgevoerd op begrafenissen en andere momenten van afscheid.
In 2002 volgde hij Octaaf Boone op als dirigent van balorkest Actif Club, dat menige carnavalshit inspeelde, maar ook Will Tura, Louis Neefs en Bob Benny begeleidde hij in het begin van hun carrière. Mortier dirigeerde later ook de Aalsterse Big Band.
Mortier was ook lid van de Draeckenieren in Aalst, waarbij hij van 2007 tot 2012 voorzitter was (ook opperdraak genoemd).

### Overlijden
Mortier stierf op 12 augustus 2012 op 81-jarige leeftijd in het Onze - Lieve - Vrouw-ziekenhuis te Aalst aan hartfalen. Ondanks zijn gezondheidsproblemen bleef hij tot en met het 20e seizoen van De Kotmadam, dat vanaf de herfst van 2012 werd uitgezonden, de rol van Odilon Bonheur vertolken.